# Masaaki Tanaka
Masaaki Tanaka (1952) è un architetto e astrofilo giapponese.
Masaaki Tanaka è un astrofilo giapponese di professione architetto divenuto in seguito ristoratore a Iwaki, Prefettura di Fukushima.

## Attività astronomica
Tanaka si occupa in particolare di stelle variabili e di comete, per osservarle usa binocoli e un telescopio Schmidt. Fa parte del Variable Star Observers League in Japan, le sue osservazioni sono contrassegnate col codice Tnm.
Nel 1995 ha riscoperto assieme agli astrofili giapponesi Yuji Nakamura e Syogo Utsunomiya la cometa periodica 122P/de Vico.

## Riconoscimenti
Gli è stato dedicato un asteroide, 12027 Masaakitanaka.